# شهر دل
شهر دل نخستین آلبوم هنرمند ایرانی، رضا یزدانی، است که اشعار همه قطعات از شاعر ایرانی، مولانا، انتخاب شده و آهنگ‌سازی همه قطعات هم بر عهده شخص رضا یزدانی بوده است.

## فهرست ترانه‌ها
متن همهٔ ترانه‌ها توسط مولانا نوشته و موسیقی همهٔ آنها توسط رضا یزدانی ساخته شده‌است.
| شماره | نام                           | مدت |
| ----- | ----------------------------- | --- |
| ۱.    | «شهر دل»                      | -   |
| ۲.    | «حیلت رها کن»                 | -   |
| ۳.    | «ای عاشقان»                   | -   |
| ۴.    | «بجوشید»                      | -   |
| ۵.    | «بی خود شده‌ام»                | -   |
| ۶.    | «رستاخیز»                     | -   |
| ۷.    | «هوای تو»                     | -   |
| ۸.    | «بی تو به سر نمی‌شود»          | -   |
| ۹.    | «بی تو به سر نمی‌شود» (بی‌کلام) | -   |
| ۱۰.   | «هوای تو» (بی‌کلام)            | -   |

## دست‌اندرکاران
- رضا یزدانی – خواننده، گیتار الکتریک، گیتار بیس
- نیما رضیائی – صفحه‌کلید
- کاویان رجبی – گیتار
- یاور مراد – دف
- رضا افراشته – پرکاشن
- ماهان ميرعرب – گیتار، گیتار آکوستیک
- سودابه شمس – همخوانی (نیازمند نام قطعات)